# Ichikawa Danjūrō VII
Ichikawa Danjūrō VII (七代目市川團十郎, Shichidaime Ichikawa Danjuurou), 1791 - 23 de março de 1859, foi um ator japonês de kabuki que se especializou em papéis de herói (tachiyaku), e ficou conhecido como o maior do século 19. Foi o responsável pela criação do Kabuki Jūhachiban, uma coletânea de dezoito grandes peças desse teatro.

## Nomes
Como muitos atores de kabuki e outros artistas de seu tempo, Danjūrō possuiu um grande número de nomes, incluindo Ichikawa Ebizō V, Ichikawa Hakuen II e Ichikawa Shinnosuke I. Em círculos de poesia, ele frequentemente usava o nome Jukai, Sanshō, e Hakuen. Em várias circunstâncias, era chamado de Ichikawa Jukai I, Matsumoto Kōshirō, Hatagaya Jūzō e Naritaya Shichizaemon II, embora não usasse estes nomes no meio teatral. Foi um membro da trupe Naritaya, e podia ser chamado por este nome (veja yagō).

## Linhagem
Filho da filha de Ichikawa Danjūrō V, foi formalmente introduzido às linhagens do kabuki por Ichikawa Danjūrō VI. Por meio destas conexões, é possível traçar sua linhagem até o primeiro Danjūrō.
Danjūrō VII teve um grande número de filhos que se tornaram atores, sob os nomes Ichikawa Danjūrō VIII, Ichikawa Danjūrō IX, Ichikawa Ebizō VII, Ichikawa Ebizō VIII, Ichikawa Komazō VI, Ichikawa Saruzō I, e Ichikawa Kōzō. Também teve muitos discípulos.

## Vida e carreira
Nasceu em Edo em 1791, filho da filha de Ichikawa Danjūrō V. Seu pai possuía uma shibai chaya (uma casa de chá dentro do teatro), e supostamente era também um músico e um samurai de baixa classe. Danjūrō VII apareceu no teatro pela primeira vez aos três anos de idade, com o nome de Ichikawa Shinnosuke, e recebeu o nome de Ebizō V com seis anos.
No ano seguinte, fez os conhecidos papéis infantis do Imperador Antoku e Rokudai na peça Yoshitsune Senbon Zakura no teatro Nakamura-za, o mesmo onde fez sua estreia. Seu pai adotivo faleceu em 1799, e Ebizō estava oficialmente designado a ser o próximo Danjūrō, uma das maiores honras para um ator daquele tempo. Após a morte de seu avô em 1806, Ebizō tornou-se Danjūrō VII no ano seguinte.
No começo da década de 1810, Danjūrō se apresentou no teatro Ichimura-za, em várias novas peças feitas pelo dramaturgo Tsuruya Nanboku IV, e fez o papel de Sukeroku na peça Sukeroku Yukari no Edo Zakura pela primeira vez em 1811, ao lado dos atores Iwai Hanshirō V e Matsumoto Kōshirō V. Até reinauguração do Ichimura-za em 1815, Danjūrō apresentou-se no tratro Kawarazaki-za, junto com Hanshirō, Kōshirō, e Seki Sanjūrō II. Se apresentou principalmente lá e no Ichimura-za pelas próximas três décadas, até 1840. Hanshirō, Kōshirō, e o famoso onnagata, o ator Segawa Kikunojō V foram seus principais colegas de palco neste período. 
Danjūrō recebeu novamente o nome de Ebizō num grande shūmei realizado em 1832, passando o nome para seu filho de nove anos, que tornou-se o Ichikawa Danjūrō VIII. Fez o papel de Benkei na premiere de 1840 da peça Kanjinchō. Dois anos depois, foi preso por violar leis suntuárias, banido de Edo, e teve sua casa destruída.
Ebizō se apresentou em Kyoto e Osaka pelos próximos oito anos, ao lado de Ichikawa Kōdanji IV e Arashi Rikan III. Após retornar a Edo e ao Kawarazaki-za em 1850, Ebizō fez um tour por Kamigata em 1854, apresentando-se em Nagoya, Kyoto e Osaka. No mesmo ano, quando Ebizō chegou em Osaka, seu filho Danjūrō VII cometeu suicídio na estalagem em que se encontravam.
Ebizō permaneceu nas redondezas de Kamigata por vários anos, e então retornou para Edo. Após uma apresentação no Nakamura-za em janeiro de 1859, ele começou a sentir-se doente, e deixou os palcos por algumas semanas. Em março, deveria se apresentar como Soga no Iruka na peça Imoseyama Onna Teikin. Porém, sentiu-se novamente indisposto, e faleceu no dia 23.

## Veja também

Brasão (mon) da família Ichikawa.